# Ги де Монфор (граф Бигорра)
Ги де Монфор (Guy de Montfort) (убит в 1220) — граф Бигорра с 1216 (по правам жены).

## Биография
Родился в конце 1190-х гг. Сын Симона IV де Монфора, виконта Безье и Каркассона, и его жены Аликс де Монморанси.
Вместе с отцом участвовал в войне с альбигойцами.
6 ноября 1216 года женился на Петронелле де Комменж (ум. 1251), графине Бигора и виконтессе де Марсан, дочери Бернара IV де Комменжа и Беатрис III (Стефании) Бигорской.
Дети:
- Аликс (ум. 1255), графиня Бигора.
- Петронилла, жена Рауля Райнеля (Тессона).

Участвовал в осаде Тулузы (1218), в ходе которой погиб его отец. Сам он был убит под Кастельнодари 4 апреля или 27 июля 1220 года.
Его вдова Петронелла де Комменж ещё дважды выходила замуж и умерла в 1251 году.